# Brachylomia scripta
Brachylomia scripta là một loài bướm đêm trong họ Noctuidae.